# Billaea pectinata
Billaea pectinata là một loài ruồi trong họ Tachinidae.